# Чимила II (Рагуза)
Чимила II је насеље у Италији у округу Рагуза, региону Сицилија.
Према процени из 2011. у насељу је живело 20 становника. Насеље се налази на надморској висини од 551 м.